# Kuća Burgundija
Kuća Burgundija (Burgundska dinastija) bila je francuska plemićka obitelj. Ova je porodica bila ogranak Dinastije Capet.
Kuću je osnovao Robert, vojvoda Burgundije. Obitelj je vladala Burgundskim Vojvodstvom. Također, obitelj je uspjela doći do naslova „kralj Portugala“.
Značajni članovi:
- Robert I. Burgundski – sin kralja Roberta II. Francuskog
- Henrik, portugalski grof
- Margareta Burgundska, francuska kraljica
- Ivana Hroma, francuska kraljica

Pogledajte također „Portugalska Kuća Burgundija“.
- Alfons I. Portugalski